# Basili, Andreu, Gregori, Auxenci i companys màrtirs de Constantinoble
Andreu, Auxenci, Basili, Gregori, un altre Gregori, Joan i d'altres (morts a Constantinoble, 767) van ser màrtirs de Constantinoble morts per la seva oposició a la iconoclàstia decretada per l'emperador. Foren martiritzats poc després del martiri de sant Esteve el Jove) per ordre de l'emperador Constantí V «Coprònim» (meitat del segle viii).
L'Església Ortodoxa els va declarar sants i es commemoren el 28 de novembre.